# 笠原駅
笠原駅（かさはらえき）は、かつて岐阜県土岐郡笠原町（現・多治見市）にあった東濃鉄道笠原線の駅（廃駅）である。同線の終着駅であった。

## 歴史
- 1928年（昭和3年）7月1日：笠原鉄道開業に際し開設。
- 1944年（昭和19年）3月1日：笠原鉄道が駄知鉄道等と合併し、東濃鉄道笠原線となる。
- 1971年（昭和46年）6月12日：乗客数の減少により、笠原線の旅客営業を休止。以降同線は貨物鉄道営業のみとなり、当駅は旅客駅としての役割を終え貨物駅となる。
- 1978年（昭和53年）11月1日：笠原線廃止により廃駅となる。

## 駅構造
旅客用の2面2線のホームを有していた。陶磁器製品を運搬するための貨物駅でもあったため、貨物用の引込み線、留置線、側線なども存在した。当駅は東濃鉄道笠原線の中心の駅であり、車両基地、運転基地、工場、貨物積込設備を併設し、広い構内を有していた。

## 乗客・貨物の推移
| 年度 | 乗車人員 | 降車人員 | 貨物発送トン | 貨物到着トン |
| ---- | -------- | -------- | ------------ | ------------ |
| 1928 | 44,163   | 46,299   | 19,423       | 63,847       |
| 1929 | 59,778   | 62,254   | 3,855        | 16,686       |
| 1930 |          |          |              |              |
| 1931 | 36,641   | 38,545   | 1,435        | 16,529       |
| 1932 | 32,344   | 33,889   | 2,185        | 16,892       |
| 1933 | 35,920   | 38,319   | 2,551        | 18,502       |
| 1934 | 36,121   | 35,412   | 3,757        | 17,613       |
| 1935 | 32,594   | 26,230   | 4,919        | 15,526       |
|      |          |          |              |              |
| 1955 | 165,481  | 165,476  | 1,874        | 12,017       |
| 1956 | 175,595  | 174,618  | 4,394.0      | 15,768.2     |
| 1957 | 161,426  | 160,990  | 4,356.2      | 19,290.6     |
| 1958 | 170,475  | 166,692  | 34,358.3     | 43,773.4     |
| 1959 | 168,353  | 163,237  | 5,950.7      | 32,691.3     |
| 1960 | 175,113  | 169,502  | 8,683.8      | 38,108.6     |
| 1961 | 143,809  | 138,744  | 16,021.2     | 31,821.4     |
| 1962 | 134,203  | 125,692  | 9,647.5      | 25,585.4     |
| 1963 | 136,410  | 125,704  | 9,490.7      | 31,614.9     |
| 1964 | 132,951  | 119,352  | 10,711.4     | 28,187.7     |

- 『岐阜県統計書デジタルアーカイブ』岐阜県より1936-1954年度は該当項目なし、1930年度はリンク切れ1965年度以降はネット未公開

## 現況
駅跡地は東鉄バス笠原車庫（多治見営業所）として利用されている。

## 隣の駅
東濃鉄道
笠原線
市之倉口駅 - 笠原駅
1973年（昭和48年）3月24日までは当駅と市之倉口駅の間に下滝呂駅と滝呂駅が存在した。